# Abdallah Mohamed Kamil
Abdullah Mohamed Kamil (ur. 1936 w Obock) –  polityk dżibutański, premier w roku 1978.